# Matthias Schuke
Matthias Schuke (* 7. Juli 1955 in Potsdam) ist ein deutscher Orgelbauer.

## Werdegang
Matthias Schuke ist Sohn des Orgelbauers Hans-Joachim Schuke. Er besuchte ab 1962 die „Polytechnische Oberschule 24“, heute Eisenhardtschule Potsdam, und schloss diese mit der Oberschulreife ab. Von September 1972 bis Juni 1974 absolvierte er die Ausbildung zum Möbeltischler in der Tischlerei Richard Praetsch in Potsdam-Babelsberg.
Im Jahr 1974 begann er mit der Orgelbauerausbildung im VEB Potsdamer Schuke Orgelbau, durchlief die Bereiche Holzwerkstatt, Zinnwerkstatt, Restaurierung und Intonation und schloss im Jahr 1977 die Ausbildung ab. In dieser Zeit absolvierte Matthias Schuke an der Abendschule auch das Abitur. In den Jahren 1977 bis 1985 war er hauptsächlich im Außendienst und in der Intonation tätig. Im Jahr 1985 begann er mit der Meisterausbildung zum Orgelbaumeister. 1988 legte er die Meisterprüfung ab. Sein Meisterstück, eine 4-registrige Truhenorgel, steht heute in der Erlöserkirche Potsdam.
Im Jahr 1990 gelang es Matthias Schuke im Zuge der politischen und ökonomischen Wende die Firma erfolgreich zu reprivatisieren und ist seitdem Inhaber und Geschäftsführer der Alexander Schuke Potsdam Orgelbau GmbH.
Im Jahr 1998 wurde ihm in seiner Funktion als engagierte Persönlichkeit im deutschen Orgelbau der Verdienstorden der Bundesrepublik Deutschland verliehen.
Im Jahr 2001 erreichte sein Unternehmen den 1. Platz des Technologietransfer-Preises der Technologie-Stiftung des Landes Brandenburg, gemeinsam mit der Universität Potsdam. Außerdem erhielt das Unternehmen den Professor-Adalbert-Seifriz-Preis 2001, einen bundesweiten Handwerkspreis der Steinbeis-Stiftung in Stuttgart mit Reimund Gerhard-Multhaupt, Universität Potsdam.
Im Jahr 2003 entschied sich Matthias Schuke die alten, zu kleinen Werkstatträume in der Potsdamer Innenstadt zu verlassen und einen neuen Firmensitz in Werder (Havel) zu errichten. Im Februar 2004 bezog die Firma die neuen Werkstatträume. Ende November 2017 gab er bekannt, die Firma schrittweise an seine Söhne Johannes (* 1985) und Michael (* 1989) zu übergeben. Die Söhne stiegen 2018 in die Firmenleitung ein.
In seiner Zeit als Geschäftsführer konnte Matthias Schuke mit seinem Unternehmen große Projekte im Erfurter Dom, in der Lubliner Philharmonie, in Zamora (Mexiko), im Magdeburger Dom und im Königsberger Dom verwirklichen. Erwähnenswert sind ferner von ihm durchgeführte Restaurierungen historisch wertvoller Orgeln, z. B. der Orgeln von St. Stephan (Tangermünde)  sowie von St. Peter und Paul (Brandenburg an der Havel) und von St. Marien (Angermünde).